# Belkiss Adrover Feliz de Cibrán
Belkiss Adrover Felix, también conocida como Belkiss Adrover Felix de Cibrán (1918-1995), fue una destacada escultora y fotógrafa dominicana, perteneciente a la primera generación de egresados de la Escuela Nacional de Bellas Artes de la República Dominicana. Es considerada la primera escultora nacional.

## Primeros años
Adrover Feliz nació en 1918 en la casa materna de los Objío, ya que su abuela era Edelmira Objío, en la calle Nuestra Señora de la Regla, esquina Santomé (hoy calle Sánchez), en San José de Ocoa.
Era la hija de Frank Adrover Mercadall, un fotógrafo, pintor y modelador español radicado en la República Dominicana y reconocido por haber traído las "placas secas" y la técnica del "clisé", y de María Edelmira Feliz.

## Trayectoria
Terminó sus Estudios Primarios Superiores en 1927 y luego estudio Teoría y Solfeo en el Liceo Musical en donde se recibió en 1930. Luego se recibió de Maestra Normal en la Escuela Normal.
En 1946 egresó de la Escuela Nacional de Bellas Artes en donde perteneció a la primera camada, por eso es conocida como la primera escultora dominicana.
También se dedicó al dibujo y al magisterio.
Se fue a vivir a la Coruña y allí estudió talla en madera con el escultor Francisco Asorey.
También vivió en Madrid y en Barcelona durante 30 años.
Allí incursionó en la fotografía artística y fue pionera en su país. También fue conferencista y escritora.
Adrover Feliz de Cibrán es considerada la primera fotógrafa de la República Dominicana.
Sus archivos fotográficos son considerados de gran relevancia histórica y artística y forman parte de diferentes exposiciones de arte.
Adrover Feliz de Cibrán organizaba exposiciones en las que reunía a las mujeres artistas de su entorno.
Adrover Feliz falleció en Santo Domingo en el 1995.

## Obra escrita
Escribió el libro Abelardo Rodríguez Urdaneta: su vida, su obra y sus maestros.' 
En 1969 escribió su autobiografía intitulada «Un paseo inolvidable».